# Kenneth Cranham
Kenneth Cranham (* 12. Dezember 1944 in Dunfermline, Fife, Schottland) ist ein britischer Film- und Theaterschauspieler.

## Leben
Der Sohn von Ronald Cranham und Margaret McKay steht seit Mitte der 1960er Jahre als Schauspieler auf der Bühne und vor der Kamera. Seine erste bekannte Filmrolle erhielt er in der 1968 produzierten Literaturverfilmung Oliver von Regisseur Carol Reed. Vier Jahre später, 1972, stand er in der Historienverfilmung Bruder Sonne, Schwester Mond von Franco Zeffirelli vor der Kamera – ein weiterer Film, mit dem Cranham auch im deutschsprachigen Raum bekannter wurde.
Heute zählt Cranham zu den gefragtesten Schauspielern, wenn es darum geht, überwiegend starke Nebenrollen zu besetzen. So stand er im Jahr 2005 in acht Episoden der Fernsehserie Rom als Römer Gnaeus Pompeius Magnus vor der Kamera, im selben Jahr als Sir Nigel in Ein gutes Jahr, im Jahr 2007 in Hot Fuzz sowie als Captain Turner in Der Untergang der Lusitania – Tragödie eines Luxusliners und 2008 in Operation Walküre – Das Stauffenberg-Attentat als deutscher Feldmarschall Wilhelm Keitel.
Kenneth Cranham ist in zweiter Ehe mit der Schauspielerin Fiona Victory verheiratet. Aus einer Beziehung mit der Schauspielerin Charlotte Cornwell stammt sein einziges Kind, eine Tochter.
Cranham lebt heute in London.

## Filmografie (Auswahl)
- 1968: Oliver (Oliver!)
- 1972: Bruder Sonne, Schwester Mond (Fratello solle, sorella luna)
- 1987: Making Waves (Kurzfilm)
- 1987: Inspektor Morse, Mordkommission Oxford (Inspector Morse, Fernsehserie, 1 Folge)
- 1988: Zeit der Dunkelheit (Stealing Heaven)
- 1988: Hellbound – Hellraiser II (Hellbound: Hellraiser II)
- 1988: Chocolat – Verbotene Sehnsucht (Chocolat)
- 1991: Prosperos Bücher (Prospero’s Books)
- 1991: Unter Verdacht (Under Suspicion)
- 1996: Das Rosenbett (Bed of Roses)
- 2000: Gangster No. 1
- 2003: Blausäure (Sparkling Cyanide, Fernsehfilm)
- 2003: Pollyanna (Fernsehfilm)
- 2004: Layer Cake
- 2004: Traumata (Trauma)
- 2005: Rom (Rome, Fernsehserie, 8 Folgen)
- 2006: Ein gutes Jahr (A Good Year)
- 2006: New Tricks – Die Krimispezialisten (New Tricks, Fernsehserie, 1 Folge)
- 2006: Hustle – Unehrlich währt am längsten (Hustle, Fernsehserie, 1 Folge)
- 2007: Hot Fuzz – Zwei abgewichste Profis (Hot Fuzz)
- 2007: Der Untergang der Lusitania – Tragödie eines Luxusliners (Lusitania: Murder on the Atlantic)
- 2008: Operation Walküre – Das Stauffenberg-Attentat (Valkyrie)
- 2008: Agatha Christie’s Marple (Fernsehserie, 1 Folge)
- 2008: Merlin – Die neuen Abenteuer (Merlin, Fernsehserie, 1 Folge)
- 2010: We Want Sex (Made in Dagenham)
- 2011: 5 Days of War
- 2012: Flying Blind
- 2012: Suspension of Disbelief
- 2013: Unter Beobachtung (Closed Circuit)
- 2013: Death in Paradise (Fernsehserie)
- 2013, 2014: In The Flesh (Fernsehserie, 4 Folgen)
- 2014: The Legend of Hercules
- 2014: Maleficent – Die dunkle Fee (Maleficent)
- 2016: A.D.: Rebellen und Märtyrer
- 2017: Film Stars Don’t Die in Liverpool
- 2019: Official Secrets
- 2019: Red Secrets – Im Fadenkreuz Stalins (Mr. Jones)

## Auszeichnungen
Laurence Olivier Award
- 2016: Nominierung als Bester Schauspieler in The Father[1]